# George Koval
Pour les articles homonymes, voir Delmar.
George Koval, né George Abramovitch Koval (russe : Жорж (Георгий) Абрамович Коваль) le 25 décembre 1913 à Sioux City dans l'Iowa (États-Unis) et mort le 31 janvier 2006 à Moscou en Russie, était un espion soviétique. Opérant sous le nom de code de « Delmar », Koval espionna pour le compte de l'URSS les développements de l'arme nucléaire américaine, dans le cadre du projet Manhattan.

## Biographie
Koval est né d'immigrants juifs venus de la région de Brest-Litovsk installés dans un quartier juif de Sioux City, dans l'Iowa. George Koval étudie la chimie. Il a presque dix-neuf ans lorsque ses parents se réinstallent avec lui en Russie en 1932 à cause de la crise économique. Les parents appartiennent à l'organisation ICOR, ou Organisation de colonisation juive, qui installe des immigrés juifs en Russie soviétique. Toute la famille part sur le paquebot Levitan et traverse le Pacifique jusqu'à Vladivostok. De là, ils partent pour le Birobidjan. Koval devient étudiant à l'Institut chimio-technologique de Moscou et est recruté par la GRU. Il se marie et retourne après formation aux États-Unis, comme espion, en 1940.
Il travaille dans des laboratoires de recherche atomique, d'abord sous son propre nom dans le Tennessee à Oak Ridge d'où il transfère des informations à l'Union soviétique, puis il travaille à Dayton dans l'Ohio, alors qu'il a le grade de sergent-chef de l'armée américaine. C'est en décembre 1945-février 1946 qu'il donne les informations les plus importantes qui permettent au groupe de scientifiques d'Igor Kourtchatov d'élucider des problèmes relatifs au neutron. Il part ensuite en vacances à la fin de 1948 en Europe et ne revient jamais aux États-Unis. Au lieu de cela, il obtient un travail de scientifique en Russie soviétique et soutient une thèse deux ans après à Moscou. La bombe atomique russe RDS-1 est expérimentée le 29 août 1949 à Semeï, alors Semipalatinsk.
En 1953, il devient professeur à l'Université de technologie chimique Dmitri Mendeleïev de Moscou, où il reste en poste pendant quarante ans.
Koval est mort le 31 janvier 2006 à Moscou à l'âge de 92 ans. Il reçoit post-mortem, le 22 octobre 2007, le titre de Héros de la Russie pour « son courage et son héroïsme pendant la réalisation de missions spéciales ».